# Zhong Rong
Pour les articles homonymes, voir Zhong (patronyme).
Dans ce nom, le nom de famille, Zhong, précède le nom personnel.
Œuvres principales
Shipin
Zhong Rong, né vers 468, mort vers 518, est l'auteur du Shipin (zh), une anthologie de la poésie, parue après 513.

## Biographie
Zhong Rong est issue d'une ancienne famille de fonctionnaires. Il fait ses études à l'École des fils de l'État (Guozi xue). Il y découvre le Livre des mutations. Cette période, sous la dynastie Qi, connaît un renouveau du confucianisme, et il en subit l'influence. Il mène une carrière qui reste médiocre sous cette dynastie et la suivante, celle des Liang.

## Œuvre
En dehors de deux fragments, la seule œuvre conservée de Zhong Rong est le Shipin (Notation de la poésie). On raconte qu'il aurait composé cette anthologie pour se venger du poète Shen Yue (441-513), qu'il ne place que dans la deuxième catégorie de son anthologie. Mais Zhong Rong a surtout voulu, dans une période où les jugements littéraires étaient sans méthode, définir des critères stricts permettant de juger des qualités des poètes, qu'il classe dans son Shipin en trois catégories.